# Ego Fall
Ego Fall (颠覆M o Diānfù M) es una banda china de death metal melódico y metalcore, con una fuerte influencia de la música tradicional de Asia Oriental. Debido a esto, su estilo es clasificado usualmente como folk metal.

## Historia
Ego Fall es a menudo considerada como una de las bandas pioneras en el subgénero del metalcore en China. Los orígenes del grupo se remontan al año 2000, cuando los miembros provenientes de la banda grunge de Mongolia Interior Subconscious (潜意识 o Qiányìshí) deciden comenzar a experimentar con nuevos sonidos, acercándose al death metal melódico y nu metal.
En 2002 el grupo viaja hasta Pekín para grabar su primer demo. Por aquel entonces la banda utilizaba el nombre de Against Me. Con este nombre comenzarían a dar algunos conciertos, mientras que internamente el grupo volvería a sufrir algunos cambios en sus integrantes.
En los años posteriores, la formación se estabilizaría para dar paso en 2008 al lanzamiento de su primer álbum de estudio titulado 蒙古精神 / Spirit of Mongolia, ya oficialmente bajo el nombre de Ego Fall.
Desde entonces, la alineación de la banda permanecería más o menos estable, dando lugar al lanzamiento de sus siguientes discos.
En 2010 es lanzado el álbum Inner M, con una fuerte presencia de los sonidos tradicionales de la subregión de Asia Oriental.
En 2013 lanzan Duguilang, su álbum de estudio más reciente.
en 2014, varios de sus integrantes de larga data deciden abandonar la banda.

## Integrantes

### Miembros actuales
- Sun Bori - guitarra, voces (2000-2001); guitarra principal (2001-actualidad)
- Yu Chao - teclado (2002-2003); voces (2003-actualidad)
- A Heicha - teclado, secuencias (2003-actualidad)
- Chao Luomeng - bajo (2004-actualidad); flauta, morin juur, canto difónico (2018-actualidad)
- Li Zhaoliang - guitarra (2014-actualidad)
- Shuai Zhu - batería (2017-actualidad)

### Miembros anteriores
- Li Yuepeng - batería (2000-2014)
- Liangzi - guitarra (2000-2014)
- Liu Shiwei - batería (2000-2014)
- Wang Yang - guitarra (2000-2001, 2001-2014)
- Chen Wei - guitarra (2001-2002, 2005)
- Wang Bin - voces (2001-2002, 2005)
- Bo Yin - voces (2002-2003) (ver también Hanggai)
- Zhan Wenbo - batería (2014-2017)

## Discografía

### Álbumes de estudio
- 2008: 蒙古精神 / Spirit of Mongolia
- 2010: Inner M
- 2013: Duguilang

### Sencillos y EP
- 2014: Jangar
- 2015: Mongol Metal (split junto a Tengger Cavalry y Nine Treasures)
- 2018: Mask